# Крниця (Луче)
Крниця (словен. Krnica) — поселення в общині Луче, Савинський регіон, Словенія. Висота над рівнем моря: 754,5 м. 